# Deryck J. H. Ferrier

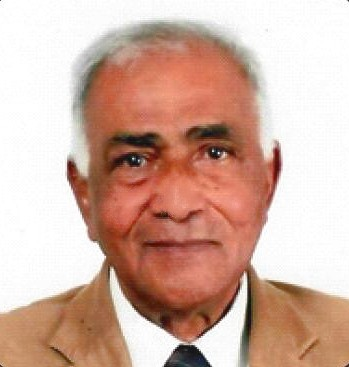
Deryck J.H. Ferrier (2019)

Deryck John Henri Ferrier  (* 20. Juli 1933 in Paramaribo; † 7. Januar 2022) war ein surinamischer Soziologe und Agrarökonom. Er war von 1971 bis 2015 Generaldirektor des Zentrums für Wirtschafts- und Sozialwissenschaften Forschung CESWO (Center for Economic and Social Science Research) in Paramaribo, Suriname. Er war vor allem als sozialwissenschaftlicher Forscher der surinamischen Gesellschaft bekannt.

## Leben
Ferrier war der älteste Sohn aus erster Ehe des ersten Staatspräsidenten von Suriname Johan Ferrier (1910–2010).
Als Agronom absolvierte er 1954 die staatliche Hochschule für tropische Landwirtschaft (Rijks Hogere Landbouwschool, jetzt zu Universität Wageningen) in Deventer / Niederlande.
Er begann als Landwirtschaftslehrer beim Landwirtschaftsministerium im Jahr 1956. In den Jahren 1961 bis 1965 studierte er Soziologie an der University of Wisconsin in den Vereinigten Staaten von Amerika und erwarb 1965 den Master of Science in Soziologie.1956–1961: Landwirtschaftsingenieur beim Landwirtschaftsministerium Viehzucht und Fischerei in Suriname.
Ferrier starb im Alter von 88 Jahren.

## Aktivitäten
1957–1959: Landwirtschaftslehrer an der Abteilung für nationale Gebäudeinformationen, in der Funktion von Ressortleiter, verantwortlich für die Verwaltung der Ressorts Noord-Commewijne und Cottica.
1959–1961: Beförderung zum Landwirtschaftsberater und Ernennung zum Landwirtschaftsleiter Informationszentrum des Ministeriums für Landwirtschaft, Viehzucht und Fischerei.
1965–1970: Wissenschaftlicher Leiter des Landwirtschaftsministeriums, Viehzucht und Fischerei in Suriname und in dieser Eigenschaft verantwortlich für die Koordinierung von sozialwissenschaftliche Forschung zur Agrarentwicklungsplanung.
1971–2015: Direktor des Zentrums für Wirtschafts- und Sozialwissenschaften Forschung CESWO. Hauptbeiträge zur Nationalen Entwicklungsplanung.
1977: Koordinator National Manpower Inventory 1977.
1977–1978: Vorbereitung des Koordinators „Mehrjähriger Integrierter Agrarentwicklungsplan“ – MIAOP; verantwortlich für die Vorbereitung der Dateien: – Perspektive der demografischen Entwicklung in den landwirtschaftlichen Gebieten; – Personalentwicklungsprogramm für den Agrarsektor; – Programm zur Entwicklung der Agrarindustrie; – Institutionen und Organisationen zur Modernisierung des Agrarsektors.
1978–1979: Forschungs- und Planungskoordinator für das sozioökonomische Entwicklung der vorgelagerten Gebiete von Suriname.
1979–1980: Co-Koordinator „PARBO-Studie“: Projektabschluss von Regional und Business, Studium für mehrjährige sozioökonomische Planung mit Hauptverantwortung für die Branchenentwicklung und Organisation des Verkehrssektors.
1986–1987: Koordinator des Projekts „Bestandsaufnahme des Devisenbedarfs des Privaten Sektors“.
1998: Forschungskoordinator zur Identifizierung der Struktur und Funktionsweise des Straßenverkehrs im Großraum Paramaribo.

## Besondere Funktionen
2001–2010: Präsident – Wirtschaftsprüfer der Agrarbank N.V. – Verfasser von wissenschaftlichen Publikationen. 8. Mai 2019: Ferrier erhält die Ehrendoktorwürde: Im Rahmen des fünfzigjährigen Bestehens der Anton de Kom-Universität in Suriname hat der Vorstand der AdeKUS Deryck Ferrier die Ehrendoktorwürde verliehen.